# VIA Talas
VIA Talas (cyr. ВИА Талас) – jugosłowiański zespół muzyczny z Belgradu.

## Historia
Zespół powstał na początku lat 80. XX wieku z przekształcenia grupy BG 5. Członkami zespołu zostali Bojan Pečar (wokal, gitara, gitara basowa, syntezator, perkusja), Mira Mijatović (wokal), Dušan Gerzić „Gera” (saksofon, bębny), Miško Petrović „Plavi” (gitara, gitara basowa, wokal wspierający). W 1983 roku zespół wydał debiutancki krążek Perfektan dan za banana ribe. W tym samym roku grupa rozpadła się.

## Dyskografia

### Album studyjny
- Perfektan dan za banana ribe (Sarajevo Disk, 1983)

### Inne występy
- Artistička radna akcija (Jugoton, 1981)
- Ventilator 202 demo top 10 (PGP RTB, 1983)
- Specijal 2: Dan zaljubljenih (PGP RTS, 2005)